# Алгоритм Бута
Алгоритм умножения Бута — это алгоритм умножения, который позволяет перемножить два двоичных числа в дополнительном коде. Алгоритм был разработан Эндрю Дональдом Бутом в 1951 году при проведении исследований в области кристаллографии в колледже им. Дж. Бирбека в Блумсбери (Лондон). Бут пользовался настольными вычислителями, которые выполняли операцию сдвига быстрее, чем операцию сложения, и создал алгоритм для увеличения скорости их работы. Алгоритм Бута представляет интерес при изучении архитектуры компьютера.

## Алгоритм
Алгоритм Бута включает в себя циклическое сложение одного из двух заранее установленных значений {\displaystyle A} и {\displaystyle S} с произведением {\displaystyle P}, а затем выполнение арифметического сдвига вправо над {\displaystyle P}.
Пусть {\displaystyle m} и {\displaystyle r} — множимое и множитель соответственно, а {\displaystyle x} и {\displaystyle y} представляют собой количество битов в {\displaystyle m} и {\displaystyle r} соответственно.
1. Установить значения {\displaystyle A} и {\displaystyle S}, а также начальное значение {\displaystyle P}. Каждое из этих чисел должно иметь длину, равную ({\displaystyle x+y+1}).
  1. {\displaystyle A}: Заполнить наиболее значимые (левые) биты значением {\displaystyle m}. Заполнить оставшиеся ({\displaystyle y+1}) бит нулями.
  2. {\displaystyle S}: Заполнить наиболее значимые биты значением ({\displaystyle -m}) в дополнительном коде. Заполнить оставшиеся ({\displaystyle y+1}) бит нулями.
  3. {\displaystyle P}: Заполнить наиболее значимые {\displaystyle x} бит нулями. Справа от них заполнить биты значением {\displaystyle r}. Записать {\displaystyle 0} в крайний наименее значимый (правый) бит.
2. Определить значение двух наименее значимых (правых) битов {\displaystyle P} и вычислить по ним значение для следующего шага:
  1. Если их значение равно {\displaystyle 01_{2}}, прибавить {\displaystyle A} к {\displaystyle P}. Переполнение игнорировать.
  2. Если их значение равно {\displaystyle 10_{2}}, прибавить {\displaystyle S} к {\displaystyle P}. Переполнение игнорировать.
  3. Если их значение равно {\displaystyle 00_{2}}, действие не требуется. {\displaystyle P} используется без изменений на следующем шаге.
  4. Если их значение равно {\displaystyle 11_{2}}, действие не требуется. {\displaystyle P} используется без изменений на следующем шаге.
3. Выполнить операцию арифметического сдвига над значением, полученным на втором шаге, на один бит вправо. Присвоить {\displaystyle P} это новое значение.
4. Повторить шаги 2 и 3 {\displaystyle y} раз.
5. Отбросить крайний наименее значимый (правый) бит {\displaystyle P}. Это и есть произведение {\displaystyle m} и {\displaystyle r}.

## Пример
Вычислить {\displaystyle 3\times (-4)}. В этом случае {\displaystyle m=3,\ r=(-4),\ x=4,\ y=4}:
- {\displaystyle A=0011\ 0000\ 0}
- {\displaystyle S=1101\ 0000\ 0}
- {\displaystyle P=0000\ 1100\ 0}
- Выполним цикл 4 раза :
  1. P = 0000 1100 0. Крайние два бита равны 00.
    - P = 0000 0110 0. Арифметический сдвиг вправо.

  2. P = 0000 0110 0. Крайние два бита равны 00.
    - P = 0000 0011 0. Арифметический сдвиг вправо.

  3. P = 0000 0011 0. Крайние два бита равны 10.
    - P = 1101 0011 0. P = P + S.
    - P = 1110 1001 1. Арифметический сдвиг вправо.

  4. P = 1110 1001 1. Крайние два бита равны 11.
    - P = 1111 0100 1. Арифметический сдвиг вправо.
- Произведение равно 1111 0100 (−12 в десятичной системе)

Вышеупомянутой техники недостаточно, когда множимое является наибольшим по модулю отрицательным числом, которое может быть представлено в текущей разрядной сетке (например, если размер множимого 4 бита, то это значение равно {\displaystyle (-8)}). Один из возможных способов решить эту проблему — добавить один дополнительный бит слева от {\displaystyle A}, {\displaystyle S} и {\displaystyle P}. Ниже мы покажем усовершенствованную технику на примере умножения {\displaystyle (-8)} на 2 используя по 4 бита под множимое и множитель:
- {\displaystyle A=1\ 1000\ 0000\ 0}
- {\displaystyle S=0\ 1000\ 0000\ 0}
- {\displaystyle P=0\ 0000\ 0010\ 0}
- Выполним цикл 4 раза :
  1. P = 0 0000 0010 0. Крайние два бита равны 00.
    - P = 0 0000 0001 0. Арифметический сдвиг вправо.

  2. P = 0 0000 0001 0. Крайние два бита равны 10.
    - P = 0 1000 0001 0. P = P + S.
    - P = 0 0100 0000 1. Арифметический сдвиг вправо.

  3. P = 0 0100 0000 1. Крайние два бита равны 01.
    - P = 1 1100 0000 1. P = P + A.
    - P = 1 1110 0000 0. Арифметический сдвиг вправо.

  4. P = 1 1110 0000 0. Крайние два бита равны 00.
    - P = 1 1111 0000 0. Арифметический сдвиг вправо.
- После отбрасывания крайних бит получаем значение произведения: 11110000 (−16 в десятичной системе).

## Как это работает
Рассмотрим положительный множитель, состоящий из блока единиц, окружённых нулями, например 00111110. Произведение определяется по формуле :
{\displaystyle M\times 00111110_{2}=M\times (2^{5}+2^{4}+2^{3}+2^{2}+2^{1})=M\times 62}
где {\displaystyle M} — множимое. Количество операций может быть уменьшено вдвое, если представить произведение следующим образом :
{\displaystyle M\times (1000000_{2}-10_{2})=M\times (2^{6}-2^{1})=M\times 62.}
На самом деле, можно показать, что любая последовательность единиц в двоичном числе может быть разбита на разность двух двоичных чисел:
{\displaystyle (\ldots 0\overbrace {1\ldots 1} ^{n}0\ldots )_{2}\equiv (\ldots 1\overbrace {0\ldots 0} ^{n}0\ldots )_{2}-(\ldots 0\overbrace {0\ldots 1} ^{n}0\ldots )_{2}.}
Таким образом, мы действительно можем заменить операцию умножения на последовательность единиц в исходном числе более простыми операциями: сложение со множителем, сдвиг частичного произведения, вычитание множителя. Алгоритм использует тот факт, что нам не нужно делать ничего кроме сдвига, когда очередной разряд в двоичном множителе равен нулю, а также простое математическое свойство: 99 = 100 − 1 при умножении на 99.
Эта схема может быть распространена на любое количество блоков единиц в множителе (включая случай одной единицы в блоке). Таким образом,
{\displaystyle M\times 00111010_{2}=M\times (2^{5}+2^{4}+2^{3}+2^{1})=M\times 58}
{\displaystyle M\times (1000000_{2}-110_{2})=M\times (2^{6}-(2^{2}+2^{1}))=M\times 58}
Алгоритм Бута следует этой схеме путём выполнения сложения, когда встречается первая цифра блока единиц (0 1), и вычитания, когда встречается конец блока единиц (1 0). Схема работает в том числе и для отрицательного множителя. Когда единицы в множителе сгруппированы в длинные блоки, алгоритм Бута выполняет меньше сложений и вычитаний, чем обычный алгоритм умножения.